# Abraxas kanshireiensis
Abraxas kanshireiensis är en fjärilsart som beskrevs av Alfred Ernest Wileman 1915. Abraxas kanshireiensis ingår i släktet Abraxas och familjen mätare. Inga underarter finns listade i Catalogue of Life.

## Bildgalleri

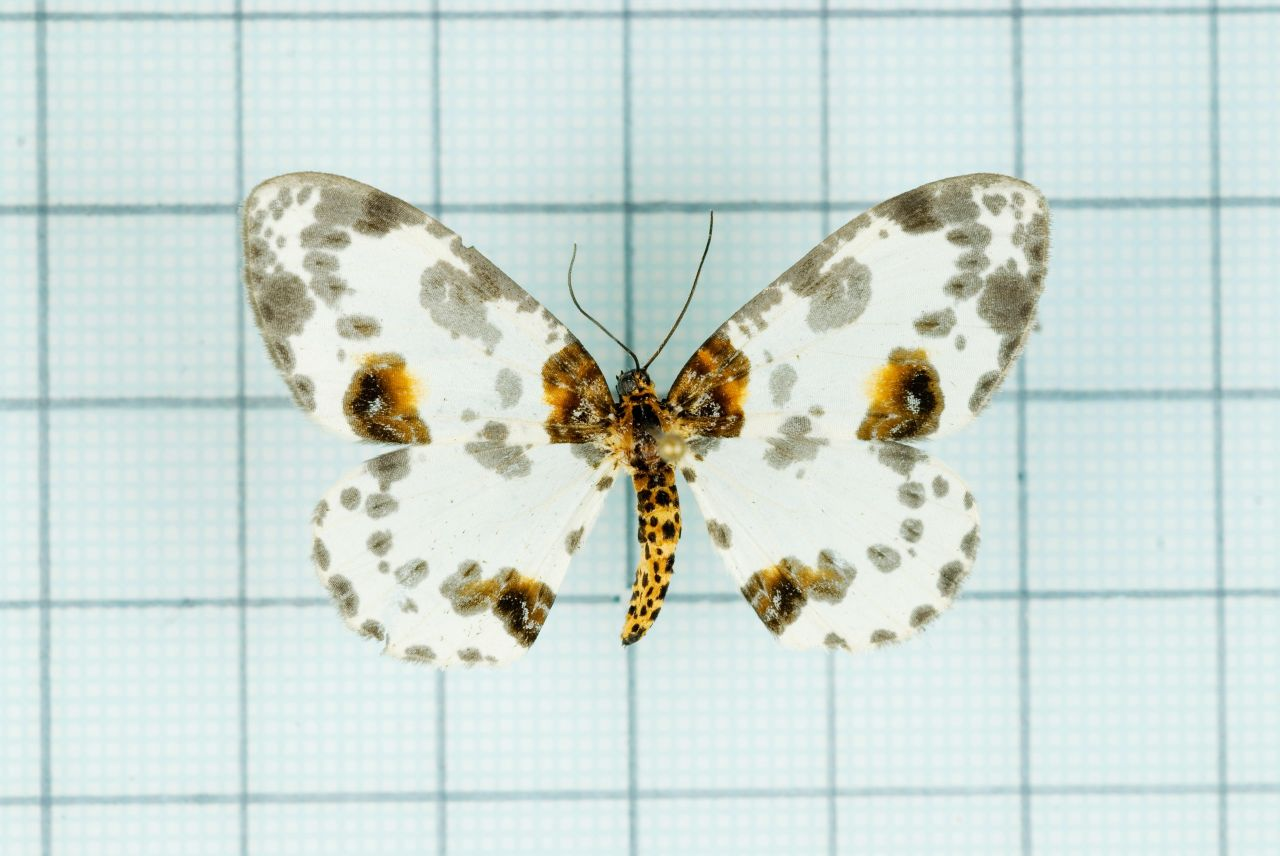